# Cupania dentata
Cupania dentata là một loài thực vật có hoa trong họ Bồ hòn. Loài này được Moç. & Sessé ex DC. mô tả khoa học đầu tiên năm 1824.